# Най-дългото пътуване
„Най-дългото пътуване“ (на английски: The Longest Ride) е американска нео-Уестърн романтична драма от 2015 г. на режисьора Джордж Тилман младши, по сценарий на Крейг Болотин. Базиран на едноименния роман, написан от Никълъс Спаркс, във филма участват Брит Робърсън, Скот Истууд, Джак Хюстън, Уна Чаплин и Алън Алда. Премиерата на филма е на 10 април 2015 г. в Туентиът Сенчъри Фокс.